# 水の中で深呼吸
『水の中で深呼吸』（みずのなかでしんこきゅう）は、2025年7月25日に公開された日本映画。監督は商業長編映画デビュー作となる安井祥二、主演は石川瑠華。
高校1年生の女子・葵が水泳部で上級生からの嫌がらせを受けながら練習に打ち込む日々の中で、同じ水泳部の同級生・日菜に惹かれる感情や幼なじみの男子・昌樹への友情以上の思いの間で揺らぎ、「普通」や「自分らしさ」に対する答えを見つけようとする姿が描かれる。
群馬県中之条町がロケ地となっており、群馬では2024年11月16日に中之条町で開催された「第23回伊参スタジオ映画祭」で上映された。また、2025年3月28日に「第38回高崎映画祭」でも上映された。

## 製作
本作品はLGBTQ+というテーマも扱っているが、監督の安井は本作が「LGBTQ＋の映画」というラベルで特別視されることには違和感を抱いており、「LGBTQ+に限らず、悩みを抱えながら生きているすべての人を肯定する作品にしたい」という想いを本作に込めた。

## キャスト

### 主要人物
朝比奈葵
演 - 石川瑠華
高校1年生。水泳部員。同級生で同じ部の日菜に惹かれていく気持ちを持て余している。
上級生から嫌がらせを受けながらも頑張っていたが、耐えかねて上級生に反発し、水泳でリレー勝負を挑む。
小坂日菜
演 - 中島瑠菜
葵の同級生。水泳部員。

### 葵たちの高校
山下胡桃
演 - 倉田萌衣
葵の同級生。
佐久本梨花
演 - 佐々木悠華
葵の同級生。
都築玲那
演 - 松宮倫
葵の先輩。
大野理奈子
演 - 伊藤亜里子
葵の先輩。
唐島萌
演 - 森川千滉
葵の同級生。
佐々木麻美
演 - 川瀬知佐子
葵の先輩。
遠藤由夏
演 - 山本杏
葵の先輩。
矢野さえ
演 - 倉林希和里
葵の同級生。
安藤昌樹
演 - 八条院蔵人
葵の幼なじみで同じ水泳部。上級生に勝負を挑んだことで同級生から批判され、公開する葵をそっと励ます。

### その他（役名不詳）
- しゅはまはるみ[2]、倉林希和里[2]、小西有也[2]、野島透也[2]、池上秀治[2]

## スタッフ
- 監督 - 安井祥二
- 脚本 - 上原三由樹、岳谷麻日子[1]
- エグゼクティブプロデューサー - King-Guu[22]
- プロデューサー - 亀山暢央、上原三由樹[22]
- 撮影 - 平野晋吾[22]
- 照明 - 笠井拓児[22]
- 録音 - 安光雪江[22]
- ヘアメイク - 須見有樹子[22]
- 衣装 - 村上久美子[22]
- カラリスト - 齊藤一徳[22]
- 整音 - 吉方淳二[22]
- MA - 吉方淳二[22]
- 編集 - 宮脇結花、進巧一[22]
- 音楽 - おぎのあきこ[22]
- 助監督 - 福田良夫[22]
- 制作 - 塩野谷明、濱本敏治[22]
- 水中カメラ - 星野耕作[22]
- ポスタースチール - 福田ジン[22]
- 題字 - 木下芳夫[22]
- 宣伝美術 - 木下芳夫[22]
- 配給 - MomentumLabo.[22]